# NGC 5033
NGC 5033 es una galaxia espiral situada en la constelación de Canes Venatici, visible con telescopios de aficionado y situada a una distancia de 37 millones de años luz de la Vía Láctea, aunque otras fuentes dan una distancia mayor, del orden de 60 millones de años luz (18,7 megaparsecs).
Ha sido considerada por algunos autores cómo una galaxia un tanto similar a la nuestra, al menos en lo relativo a sus propiedades y tipo morfológico; sin embargo, aunque a diferencia de nuestra galaxia, no sea considerada una galaxia espiral barrada, se ha sugerido que puede tener una pequeña barra en su centro.
NGC 5033 es considerada una galaxia con un núcleo galáctico activo, más concretamente una galaxia Seyfert; investigaciones realizadas de este núcleo muestran que su posición no coincide con la del centro de la galaxia, sino que está desplazado de éste, lo que se ha sugerido que ha sido causado por la colisión y absorción de otra galaxia. Además, a diferencia de otras galaxias Seyfert cómo M77, no parece haber un brote estelar asociado con ese núcleo activo.
NGC 5033, finalmente, forma una pareja notable con otra galaxia espiral grande cercana, la NGC 5005